# Acidose tubulaire rénale
Pour les articles homonymes, voir ATR.
L'acidose tubulaire rénale (ATR)  ou acidose distale primitive familiale est une maladie rare du tubule rénal caractérisée par l'incapacité d'excréter l'urine d'acidité normale.
Certaines formes de cette maladie (acidose tubulaire distale de type I notamment) peut être tempérée mais non soignée par l'absorption quatre fois par jour d'environ 25 cl de bicarbonate de sodium (NaHCO3) mélangé à une eau riche en HCO3–. Toutefois, cela peut s'avérer délétère, comme c'est le cas des acidoses tubulaires proximales de type II, dans lesquelles l'administration de bicarbonates causera une hypokaliémie. (le K+ étant un cation obligatoire des bicarbonates va être excrété avec eux par défaut de leur réabsorption lors de l'acidose tubulaire de type 2.)